# Lycoperdina succincta
Lycoperdina succincta is een keversoort uit de familie zwamkevers (Endomychidae). De wetenschappelijke naam van de soort werd in 1767 gepubliceerd door Linnaeus.